# Лижний туризм

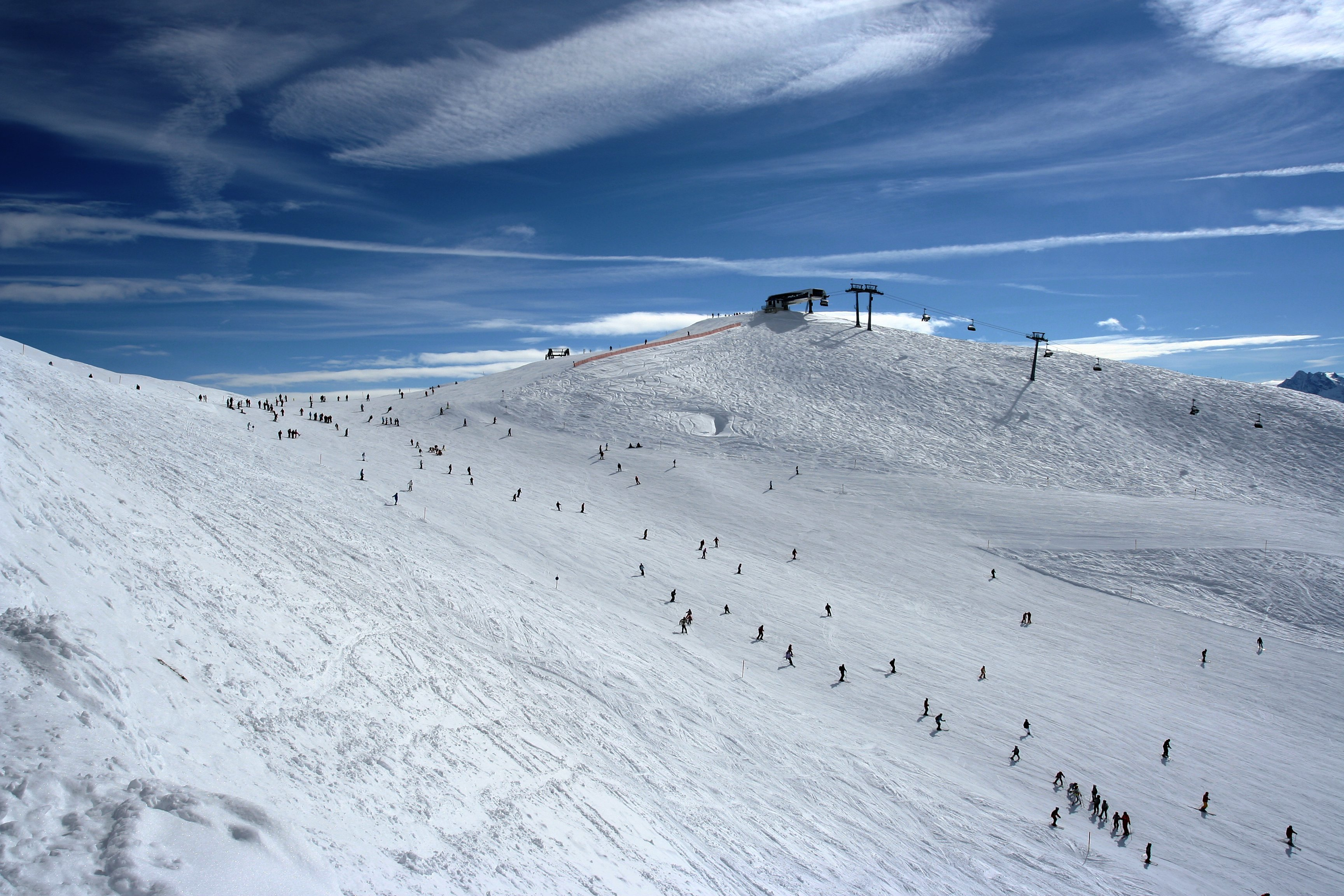
.

Лижний туризм (гірськолижний туризм) — різновид спортивного туризму, що передбачає рух на лижних засобах пересування.
Лижний туризм різноманітний: це і одноденні прогулянки по готових лижнях, і недільні переходи по засніжених цілинних лісах, це і багатоденні автономні походи, складні експедиції в горах або в Антарктиді чи Арктиці, скі-тури (позатрасове катання) на гірських схилах без підйомників і гірськолижних курортів, сноубординг, сендбординг, гелі-скіїнг.

## Різновиди лиж
Лижі — древній винахід людини, призначений для подолання снігових просторів. У старих туристських довідниках можна знайти детальний опис сибірських голиць, індіанських лиж гуронского типу, лиж «пікерель», чукотських «воронячих лапок» тощо. Проте всі ці традиційні снігоступи є скоріше екзотикою, сучасні лижі за асортиментом поділяються на бігові, прогулянкові, туристські, слаломні, стрибкові, мисливські (раніше їх називали «лісові»). За матеріалом на: дерев'яні, пластикові, дерев'яно-пластикові, з металевою окантовкою. Є п'ять основних типів пересування на лижах, що призначені для різних цілей:
1. Перегони на лижах (англ. Race skis).
2. Перегони на карвінгових лижах (англ. Race carving skis).
3. Фрірайд лижі (англ. Freeride skis).
4. Аматорські лижі (англ. Amateur skis).
5. Спеціальні види лиж (англ. Special purpose skis).

## Лижні курорти
У тих регіонах світу, де взимку є стійкий сніговий покрив, можливо проведения лижних походів різних категорій складності. Найцікавіші траси лижних маршрутів прокладені хребтами гір. У таких походах туристи мають змогу набути досвід прокладання лижні глибоким снігом, подолання природних перешкод у лісі, орієнтування, розпалювання вогнища та приготування їжі при мінусових температурах, що дозволить їм здійснити лижні походи у гірських районах.
Експерти з лижного туризму визначили найкращі лижні курорти світу:
1. Вістлер Блеккомб, Британська Колумбія, Канада.
2. Кітцбюель, Австрія.
3. Церматт, Швейцарія.
4. Вейл, США.
5. Лейк-Луїс, Національний парк Банфф, Канада.
6. Шамоні, Франція.
7. Стоу, США.
8. Мон-Тремблан, Канада.
9. Кортіна д‘Ампеццо, Італія.
10. Аспен, США.

## Інші види лижного туризму
Різновидом лижного туризму сьогодні став гелі-скіїнг, коли лижники стрибають з вертольота, який піднімає сміливців на вершину високої гори, з висоти вони оцінюють складність траси й заздалегідь можуть продумати маршрут спуску.
Ще одним лижним різновидом туризму є сендбординг, різновид лижних перегонів для тих, хто не може дочекатися початку зимового сезону, і використовує для цього піщані дюни. Останнім часом він завоював велику популярність серед сноубордистів. Випробувати себе у цьому виді спорту можна на місцевому пляжі, а до справжніх піщаних дюн доведеться вирушити у віддаленіші місця, наприклад у Марокко чи Алжир.